# Атлантически син марлин
Атлантическият син марлин (Makaira nigricans) е вид лъчеперка от семейство Марлинови (Istiophoridae). Видът е световно застрашен, със статут Уязвим.

## Разпространение
Разпространен е в Австралия, Американска Самоа, Американски Вирджински острови, Ангола, Ангуила, Антигуа и Барбуда, Асенсион и Тристан да Куня, Бангладеш, Барбадос, Бахамски острови, Белиз, Бермудски острови, Бонер, Бразилия, Британски Вирджински острови, Вануату, Виетнам, Габон, Гамбия, Гана, Гваделупа, Гватемала, Гвинея, Гвинея-Бисау, Гренада, Гуам, Демократична република Конго, Доминика, Доминиканска република, Еквадор, Екваториална Гвинея, Индия, Индонезия, Испания (Канарски острови), Кабо Верде, Камерун, Канада, Кения, Кирибати, Китай, Колумбия, Коморски острови, Коста Рика, Кот д'Ивоар, Куба, Кюрасао, Мавритания, Мавриций, Мадагаскар, Малайзия, Малдиви, Малки далечни острови на САЩ, Маршалови острови, Мексико, Микронезия, Мозамбик, Монсерат, Нигерия, Никарагуа, Ниуе, Нова Зеландия, Нова Каледония, Оман, Остров Норфолк, Остров Рождество, Остров Света Елена, Острови Кук, Пакистан, Палау, Панама, Папуа Нова Гвинея, Перу, Питкерн, Португалия (Азорски острови и Мадейра), Провинции в КНР, Пуерто Рико, Реюнион, Саба, Салвадор, Самоа, Сао Томе и Принсипи, САЩ, Свети Мартин, Северни Мариански острови, Сейнт Винсент и Гренадини, Сейнт Китс и Невис, Сейнт Лусия, Сейшели, Сен Естатиус, Сенегал, Сиера Леоне, Синт Мартен, Соломонови острови, Сомалия, Тайван, Танзания, Токелау, Тонга, Тринидад и Тобаго, Тувалу, Търкс и Кайкос, Уолис и Футуна, Фиджи, Филипини, Френска Полинезия, Хаити, Хондурас, Хонконг, Чили, Шри Ланка, Южна Африка, Южна Корея, Ямайка и Япония.